# Packers sweep

Représentation schématique d'un Packers sweep avec le running back (ici un half back, HB) qui se décale pour réaliser une course, avec la protection de plusieurs coéquipiers.

Le Packers sweep, également appelé Lombardi sweep, est une tactique issue du football américain et popularisée par Vince Lombardi, entraîneur des Packers de Green Bay. 
Cette tactique est basée sur le sweep (en), qui, dans ce sport, implique le retrait du ballon de la ligne d'engagement permettant une course parallèle à cette ligne pour décaler le running back le plaçant en position favorable derrière plusieurs de ses équipiers lesquels peuvent ainsi réaliser des blocs lui facilitant sa course.
La tactique est devenue iconique en raison de son utilisation intensive par les Packers de Green Bay au cours des années 1960, cette franchise remportant trois titres NFL (saisons 1961, 1962 et 1965) ainsi que les deux premiers Super Bowls (saisons 1966 et 1967).
Lombardi utilise cette tactique comme base du jeu offensif de son équipe. La domination résultant de l'usage de cette tactique et le succès rencontré par les Packers dans les années 1960 imposent le Packers sweep comme une des plus célèbres tactiques de football américain de l'histoire de ce sport.

## Le Sweep
Le Packers sweep est une variante du Sweep (en), lequel , en football américain, est une action de jeu basé sur une course. Une telle phase de jeu est menée par un arrière (généralement un halfback ou un running back), lequel, après avoir reçu le ballon du quarterback, effectue une course parallèle à la line of scrimmage. Ce mouvement permet aux joueurs de la ligne offensive (généralement un guard et un fullback) de bloquer les défenseurs avant que le coureur ne reprenne sa course vers l'avant.
Le sweep  peut être effectué à partir de diverses formations tant vers la droite que vers la gauche. Il représente un football tout en puissance  et permet habituellement au coureur de passer son coéquipier bloqueur à l'intérieur ou à l'extérieur, en fonction de la réaction de la défense adverse. 
Diverses options et modifications du Sweep ont été mises en place pour surprendre les défenses comme par exemple, une passe effectuée par le running back, varier le bloqueur sur la ligne d'engagement ou effectuer les courses vers différentes zones du terrain.